# Jonval
Jonval ist eine französische Gemeinde mit 89 Einwohnern (Stand: 1. Januar 2022) im Département Ardennes in der Region Grand Est (bis 2015 Champagne-Ardenne). Sie gehört zum Arrondissement Vouziers, zum Kanton Attigny sowie zum Gemeindeverband Crêtes Préardennaises.

## Geographie
Die Gemeinde Jonval liegt 22 Kilometer nördlich von Vouziers. Umgeben wird Jonval von den Nachbargemeinden Bouvellemont im Norden, Chagny im Osten, La Sabotterie im Südosten, Tourteron im Südwesten sowie Saint-Loup-Terrier im Westen.

## Bevölkerungsentwicklung
| Jahr                       | 1962 | 1968 | 1975 | 1982 | 1990 | 1999 | 2006 | 2011 | 2019 |
| -------------------------- | ---- | ---- | ---- | ---- | ---- | ---- | ---- | ---- | ---- |
| Einwohner                  | 111  | 92   | 90   | 99   | 90   | 81   | 81   | 85   | 102  |
| Quellen: Cassini und INSEE |      |      |      |      |      |      |      |      |      |

## Sehenswürdigkeiten
- Kirche de la Nativité-de-la-Sainte-Vierge, neugotische Kirche aus dem späten 19. Jahrhundert

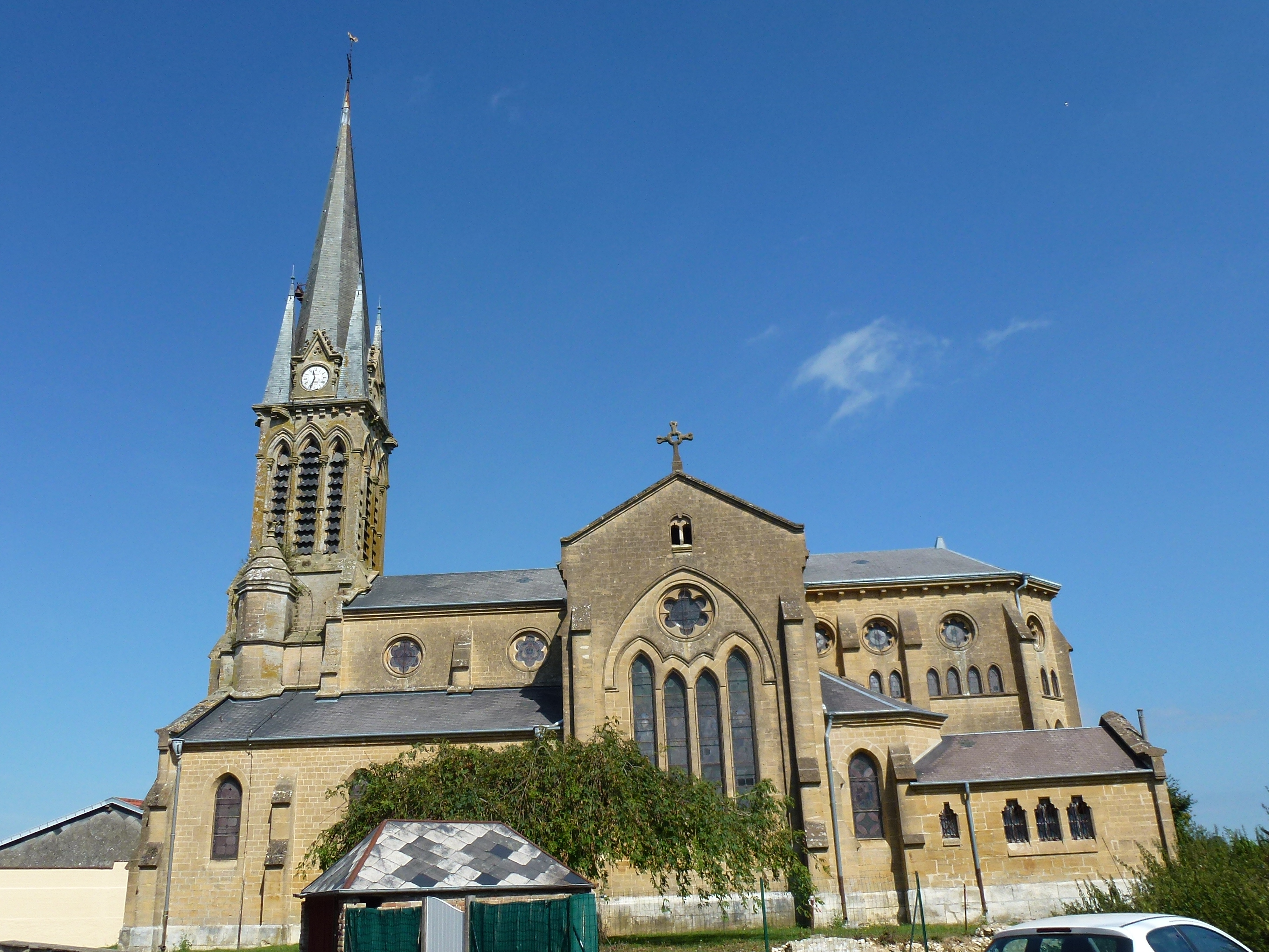
Kirche de la Nativité-de-la-Sainte-Vierge